# ハスジカツオゾウムシ
ハスジカツオゾウムシ（Lixus acutipennis）はゾウムシ科の昆虫の一種。全体に細長く、黒い身体に前翅に斜めの帯模様がある。キク科植物を食草とし、キクの害虫でもある。

## 特徴
長紡錘形の体は全体に黒く、灰白色の軟毛が一面にある。前翅には二条の黒い帯状の斑紋が中央に向けて後方へと斜めに入り、それらは中央の縫合線で左右が1つに纏まる。口吻は短くて太く、縦皺がある。触角は暗褐色。前翅は中央後方で一番幅広くなり、後端は鈍い三角形をなす。
なお、羽化当初は全体がオレンジ色の微毛で覆われ、一見では別種のように見える。
幼虫は足がなく、全体に乳白色だが頭部は赤褐色を呈する。

## 生態など

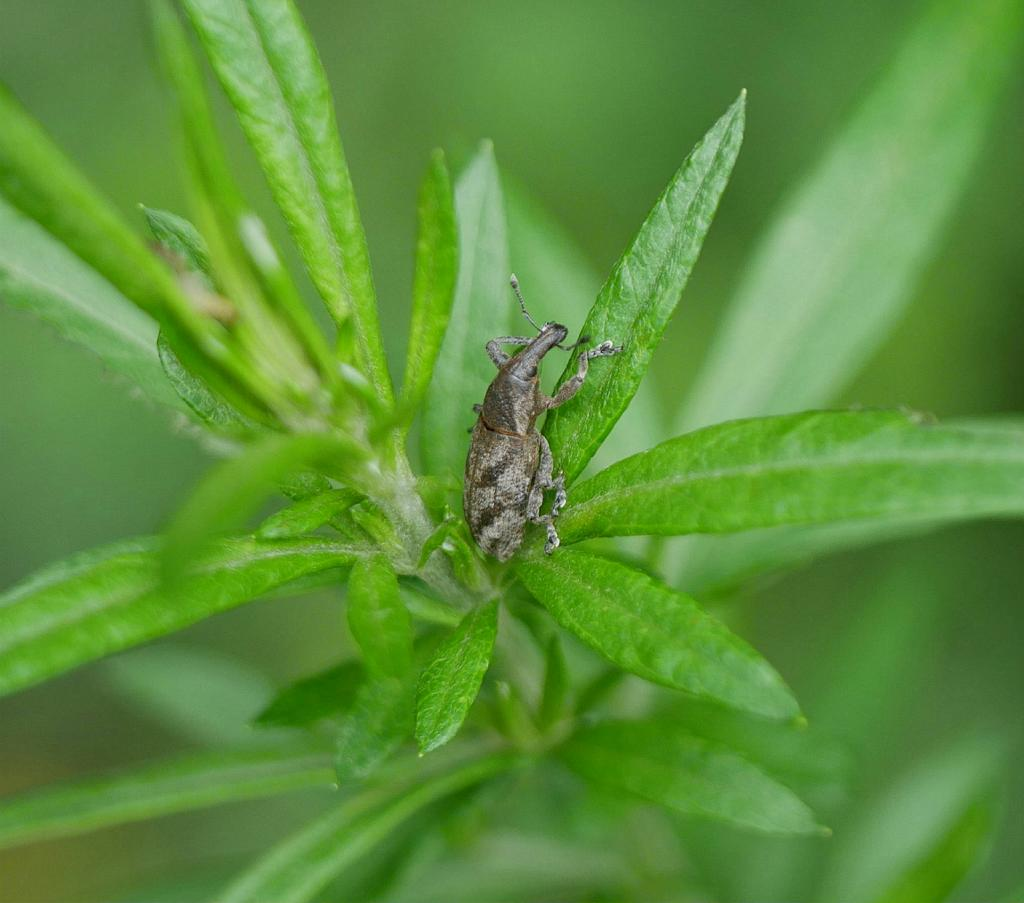
食草のヨモギの上に

年1化性で成虫の出現は4月頃から始まり、5-6月にもっとも数が多くなる。成虫の寿命は長く、その産卵も長期にわたる。宿主植物はキク科が中心でヨモギやアザミによく付き、栽培品のキクの害虫ともなる。
成虫は宿主植物の葉を食べる。産卵はそれらの植物の茎、それも根本付近で行われ、雌は産卵管を茎に挿入して1個ずつ産卵する。孵化した幼虫はその位置から茎の随を喰ってトンネルを作って食い進む。ただしあまり地上部の上までは行かず、地際から地下部を主に食害する。加害部位は虫こぶ状に膨らむことが多い。糞は茎の外に排出する。

## 分布
本州、四国、九州に分布し、中国からも知られる。普通種である。

## 近縁種など
同属のカツオゾウムシ L. (Dilixellus) impressiventris Roelofs, 1873 はもちろん概形はよく似ているが、本種に見られる前翅の斜め灰色帯がなく、その代わりに全身が橙褐色の粉に覆われる。ただしこの粉は次第に落ちる。カツオゾウムシはタデ科につく。

## 利害
主としてキクの害虫として知られる。成虫は葉を食害するが、これはさしたる被害とはならない。幼虫は茎の株から地下部の随を食べるため、被害を受けた株は成長が衰え、時には枯死に至る。そうでなくとも風を受けて折れやすくなる。野外ではヨモギやアザミによく付くため、それらの多い山よりの栽培地で圃場の外縁を中心に被害が出やすい。施設栽培では問題になることはない。
ゴボウ、ソバに被害を出した記録もある。